# Sara García
Pour les articles homonymes, voir Sara García (homonymie).
Sara García Hidalgo (8 septembre 1895, Orizaba - 21 novembre 1980, Mexico) est une actrice mexicaine, surnommée « la grand-mère du cinéma mexicain », pour ses nombreuses interprétations du personnage-type de la grand-mère dans les films de l'âge d'or du cinéma mexicain. Elle a tourné avec les plus grands acteurs du Mexique : Jorge Negrete, Pedro Infante, Joaquín Pardavé et Germán Valdés "Tin Tan".
Sa carrière commence en 1917, avec un premier film produit par Azteca films. Elle obtient son premier grand rôle en 1936 dans Así es la mujer. Dès 1940, elle joue le rôle d'une grand-mère dans Allá en el trópico de Fernando de Fuentes. Elle est ensuite la grand-mère de Pedro Infante dans Los tres García et Vuelven los García en 1946.
Dans les années 1970, elle joue dans les telenovelas Mundo de juguete et Viviana.

## Filmographie
- 1937 : No te engañes corazón
- 1961 :  Mon ami Josélito  (Bello recuerdo) d'Antonio del Amo